# Ralf Reski

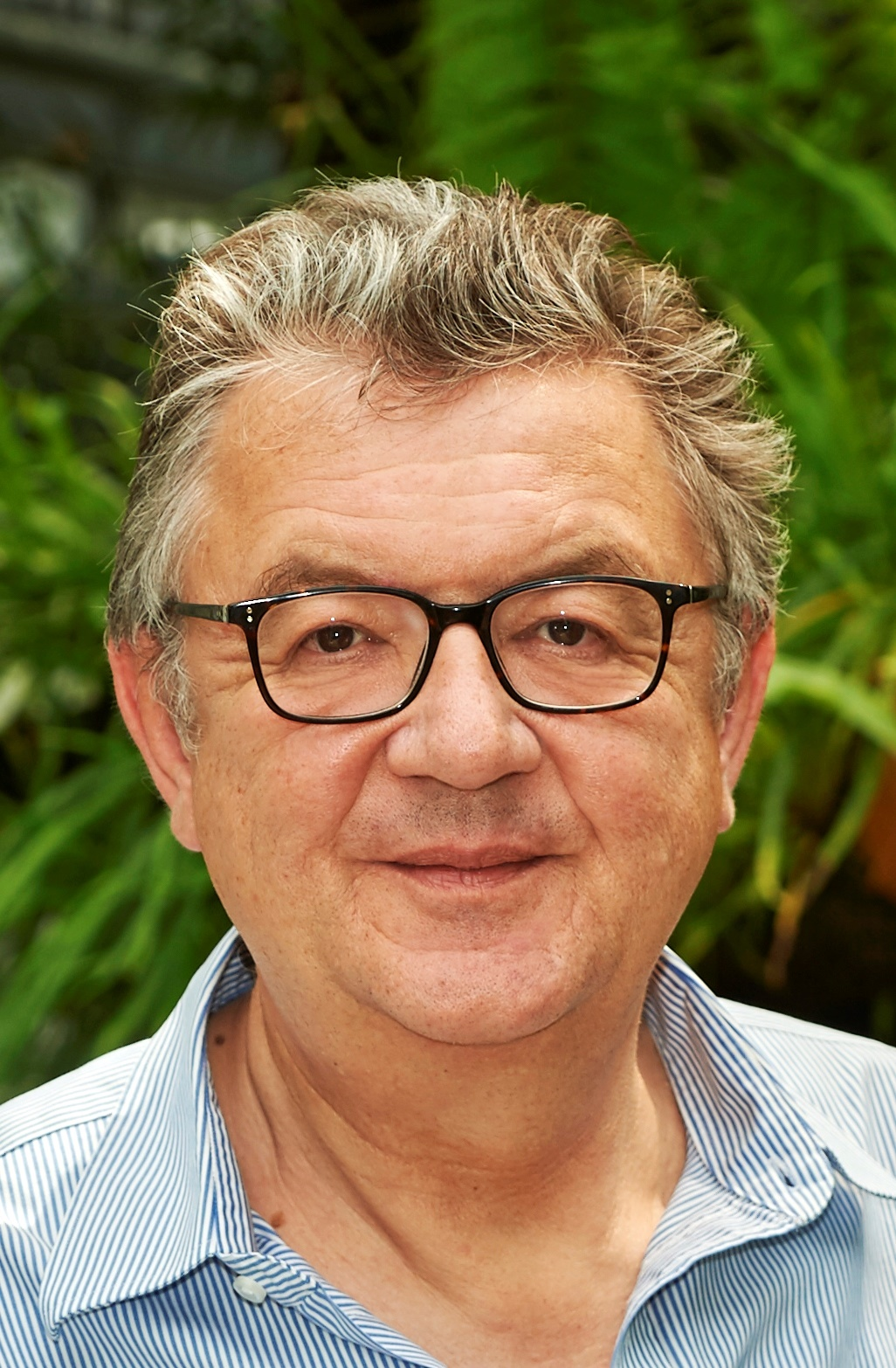
Ralf Reski, 2018

Ralf Reski (* 18. November 1958 in Gelsenkirchen) ist ein deutscher Professor für Pflanzenbiotechnologie und ehemaliger Dekan der Fakultät für Biologie der Albert-Ludwigs-Universität Freiburg.

## Leben
Ralf Reski studierte Biologie, Chemie und Erziehungswissenschaften an den Universitäten Gießen und Hamburg. Seine Promotion im Arbeitsbereich Genetik schloss er 1990 an der Universität Hamburg ab, die Habilitation in Allgemeiner Botanik folgte 1994. Von 1996 bis 1999 war er Heisenberg-Stipendiat der Deutschen Forschungsgemeinschaft (DFG). Er ist verheiratet und hat zwei Söhne
Nach Angeboten in- und ausländischer Universitäten wurde er 1999 zum Professor und Ordinarius an der Universität Freiburg ernannt und bekam den neu gegründeten Lehrstuhl für Pflanzenbiotechnologie. Seit 2004 lehrt er ebenfalls an der École supérieure de biotechnologie Strasbourg (ESBS). Von 2001 bis 2011 war er Direktor der Sektion Pflanzenbiotechnologie am Zentrum für angewandte Biowissenschaften (ZAB). 2004 wurde er Mitglied des Internationalen Moosgenom Konsortiums. Außerdem ist Reski Gründungsmitglied von vier von der Exzellenzinitiative geförderten Einrichtungen: Spemann Graduiertenschule für Biologie und Medizin (SGBM), des Centre for Integrative Biological Signalling Studies (CIBSS), des Clusters Living, Adaptive and Energy-Autonomous Materials Systems (livMATs) und des Exzellenzclusters Zentrum für Biologische Signalstudien (bioss). Ferner ist Reski Gründungsmitglied der vom BMBF im Rahmen von FORSYS geförderten Freiburger Initiative für Systembiologie (FRISYS).
2003 wurde Ralf Reski Mitglied im Aufsichtsrat der BIOPRO Baden-Württemberg GmbH und wurde 2009 von Finanzminister Willi Stächele für eine weitere Amtsperiode berufen, die 2012 endete. Von 2007 bis 2010 war Reski Mitglied des Innovationsrat Baden-Württemberg des damaligen Ministerpräsidenten und späteren EU-Kommissars Günther Oettinger.
Von März 2008 bis März 2012 war Reski Vorsitzender des DNK, des Deutschen Nationalkomitees Biologie. In dieser Funktion war er von September 2008 bis März 2012 Mitglied im Beirat des Verbandes Biologie, Biowissenschaften und Biomedizin in Deutschland e. V. (VBIO). Auf der 30. Generalversammlung der International Union of Biological Sciences (IUBS) wurde Reski in den erweiterten Vorstand dieser Non-Profit-Organisation gewählt, dem er bis 2012 angehörte. Im Jahr 2011 wurde Ralf Reski als Fellow an das Freiburg Institute for Advanced Studies (FRIAS) berufen und zum Mitglied der Heidelberger Akademie der Wissenschaften auf Lebenszeit gewählt.
Reski gehört zu den Mitgründern des Trinationalen Institutes für Pflanzenforschung. Von 2010 bis 2019 war er gewählter Senator und Sprecher der Professoren im Akademischen Senat der Uni-Freiburg. 2012 organisierte Ralf Reski den Plant Biology Congress, an dem über 1000 Wissenschaftler aus 60 Ländern teilnahmen. Seit 2013 ist Reski Fellow an der Universität Straßburg am Institute for Advanced Study (Institut d’Etudes Avancées, USIAS). Seit 2015 koordiniert er das internationale Erasmus-Programm "Trans-regional environmental awareness for sustainable usage of water resources" – oder kurz TREASURE-WATER der Europäischen Union, das der universitären Ausbildung und dem Wissenstransfer dient, um gemeinsame Wasservorkommen von Russland und Kasachstan nachhaltig zu nutzen.

## Forschung

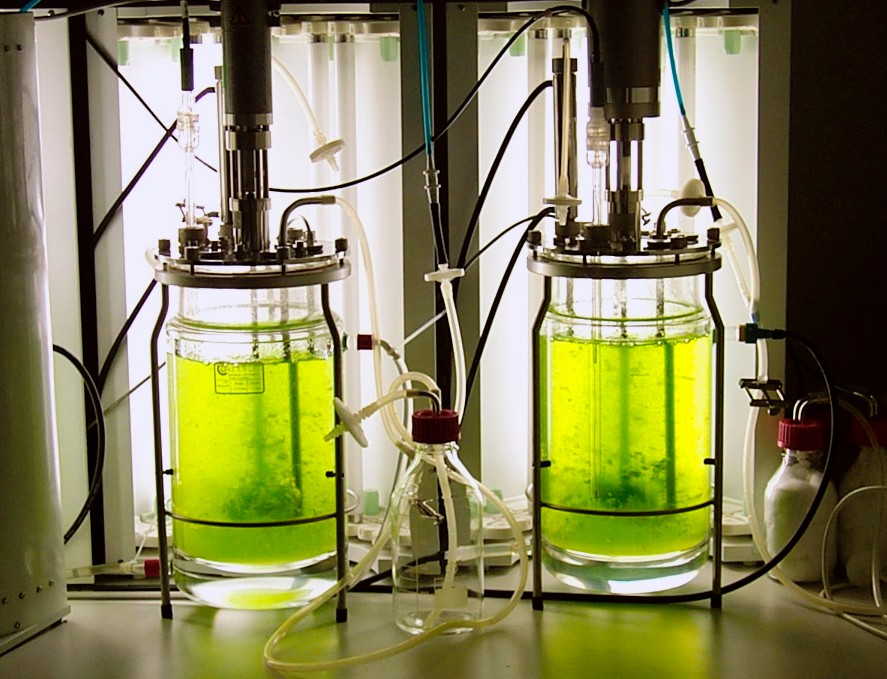
Moosbioreaktor mit Physcomitrella patens

In seiner wissenschaftlichen Arbeit setzt sich Ralf Reski vor allem mit Moospflanzen auseinander und untersucht Genetik, Proteine, Stoffwechsel sowie Besonderheiten in der Zellentwicklung von Moosen und nutzt dabei die sehr effiziente Homologe Rekombination zur Herstellung von Knockout-Moosen.
Mit über 250 wissenschaftlichen Veröffentlichungen hat er maßgeblich daran mitgewirkt, dass Moose als Modellorganismen der biologischen Forschung weltweite Beachtung finden. So ist die komplette Erbsubstanz des Kleinen Blasenmützenmooses (Physcomitrella patens) Dezember 2007 entschlüsselt worden. Diese Arbeiten wurden maßgeblich durch das US-amerikanische Energieministerium und die DFG finanziert. Im Jahr 2010 gründete er mit dem International Moss Stock Center (IMSC) eine Biobank, die Moospflanzen aus aller Welt lagert und verteilt. Dieses Ressourcenzentrum vergibt „accession numbers“ für die eingelagerten Moose, die für Publikationszwecke verwendet werden können.
Als Biotechnologen identifizieren Reski und Mitarbeiter bisher unbekannte Gene und ihre Funktion für die Land- und Forstwirtschaft. Aber auch die Herstellungen komplexer Biopharmazeutika im Moosbioreaktor, dem sogenannt Molecular Pharming, und deren Nutzung für die pharmazeutische Industrie gehören zu seinen Forschungsschwerpunkten. Dabei nutzt die Arbeitsgruppe Methoden der Bioinformatik, der Systembiologie und der Synthetischen Biologie, so im Exzellenzcluster bioss und im vom BMBF aufgelegten Programm FORSYS.
Ralf Reski prägte 2000 den Begriff „Plastoskelett“ in Analogie zum Begriff „Zytoskelett“ und stellte damit ein für die Zellbiologie neues Konzept vor, wie Chloroplasten, die grünen Zellorganellen der Pflanzen, ihre Form verändern und sich teilen.
1999 investierte BASF über 30 Mio. DM in eine zunächst vierjährige Kooperation mit Reski, um gemeinsam neuartige Gene zu entdecken, die Nutzpflanzen widerstandsfähiger gegen Trockenheit, Kälte und Schädlingsbefall machen können. Aber auch Pflanzen mit verbesserten Inhaltsstoffen wie Vitaminen und mehrfach ungesättigten Fettsäuren lagen im gemeinsamen Forschungsinteresse.
Ebenfalls 1999 war Ralf Reski Mitgründer des Biotechnologieunternehmens greenovation Biotech GmbH in Freiburg im Breisgau. greenovation hat einen Moosbioreaktor zur biotechnologischen Herstellung von Arzneimittelwirkstoffen entwickelt, der eine sichere und kostengünstige Alternative zu anderen Produktionssystemen darstellt. Im Jahr 2017 wurde die erste Klinische Phase 1-Studie zur Analyse des in Moosen hergestellten Enzyms α-Galactosidase A zur Behandlung der Stoffwechselstörung Morbus Fabry abgeschlossen.
Im Jahr 2010 entdeckten Reski und Kollegen einen neuen Mechanismus der Genregulation in Eukaryoten, das epigenetische Gen-Silencing durch microRNAs.
Reski ist an dem Mossclone-Projekt beteiligt, einem europäischen Förderprogramm, das im Forschungsrahmenprogramm FP7 gefördert wird. Darin erforschen Wissenschaftler ein neues biotechnologisches Verfahren, um die Luftqualität mit Moosen zu überwachen. Das soll dazu dienen, die bisherige Schadstoffüberwachung der Luft zu verbessern.
2016 identifizierten Reski und sein Team ein Homeobox-Gen als Hauptregulator für die Entwicklung des Moos-Embryos, einen grundlegenden Mechanismus für die Entwicklung von Spaltöffnungen und 2017 beschrieben sie, dass die Kutikula eine Vorstufe in der Evolution von Lignin war.
Im Jahr 2018 hat Reski gemeinsam mit anderen Forschenden sechs RecQ-Helikasen im Kleinen Blasenmützenmoos (Physcomitrella patens) und in der Acker-Schmalwand (Arabidopsis thaliana) untersucht. Wie sie herausfanden, ist das RecQ4-Protein des Mooses ortholog zum Bloom-Syndrom-Protein. Es agiert als Repressor der homologen Rekombination, schützt das Genom vor Mutationen und ist ausschlaggebend für die Entwicklung des Embryos und die sich anschließende Entwicklung der Pflanze. Im Gegensatz dazu verbessert das RecQ6-Eiweiß des Mooses das Gene-Targeting.
Im Jahr 2023 hat ein internationales Konsortium unter Leitung von Jikun He und Ralf Reski das gesamte Genom von Takakia lepidozioides aus Tibet entschlüsselt. Demnach ist es ein lebendes Fossil und die älteste Schwestergruppe zu allen anderen Moosen, einschließlich der Torfmoose. Es ist durch den Klimawandel vom Aussterben bedroht.

### Mitgliedschaft in wissenschaftlichen Beiräten
- 2003–2012 Mitglied im Aufsichtsrat der Firma BioPro GmbH[45] des Bundeslandes Baden-Württemberg
- 2004–2010 Beirat im BMBF Programm "Risikoabschätzung in der Grünen Gentechnik"[46]
- 2007–2010 Mitglied im Innovationsrat Baden-Württemberg[47][48] des damaligen Ministerpräsidenten und jetzigen EU-Kommissars Günther Oettinger
- 2008–2012 Präsident des Deutschen Nationalkomitees Biologie (DNK)[49] in der International Union of Biological Sciences (IUBS) und International Union of Microbiological Societies (IUMS)
- 2008–2012 Beirat im Verband Biologie, Biowissenschaften und Biomedizin in Deutschland e. V., VBIO[50]
- 2009–2012 Vorstandsmitglied in der International Union of Biological Sciences (IUBS)[51]
- 2016–2020 Beiratsmitglied CeBiTec – Center for Biotechnology, Universität Bielefeld[52]

### Mitgliedschaft im Editorial Board von Fachzeitschriften
- 2002–2012: Plant Cell Reports[53][54]
- 2004–2005: Plant Biology (Gast-Editor)
- 2008–2013: Journal of Biomedicine and Biotechnology[55]
- 2010–2012: Biology International[56]